# 2015 VX184
2015 VX184 est un objet transneptunien, du groupe des objets épars, d'environ 210 km de diamètre.